# Live and in Living Color
Live and in Living Color är ett livealbum av Tower of Power inspelat 1976 och släppt samma år.

## Låtlista
Låtar där inget annat anges är skrivna av Emilio Castillo och Stephen Kupka.
1. Down to The Nightclub (E.Castillo, S.Kupka, D.Garibaldi) (2.26)
2. You're Still A Young Man (5.12)
3. What is Hip? (E.Castillo, S.Kupka, D.Garibaldi) (6.34)
4. Sparkling in The Sand (E.Castillo, S.Kupka, J. Lopez) (8.10)
5. Knock Yourself Out (23.07)

## Medverkande
- Hubert Tubbs - Sång
- Lenny Pickett - Tenorsax, altsax, flöjt
- Emilio Castillo - Tenorsax, kör
- Stephen 'Doc' Kupka - Barytonsax
- Mic Gillette - Trumpet, flygelhorn , trombon, piccolatrumpet, kör
- Greg Adams - Trumpet, flygelhorn, kör
- Chester Thompson - Orgel, bass pedals, clavinet, ARP string ensemble, kör
- Bruce Conte - Gitarr, kör
- Francis 'Rocco' Prestia - Bas
- David Garibaldi - Trummor